# فهرست شهرهای اردن
شهرهای اردن عبارتند از:
| ردیف | نام شهر        | عربی                      | جمعیت سال ۱۹۹۴ | جمعیت سال ۲۰۰۴ | کشور  |
| ---- | -------------- | ------------------------- | -------------- | -------------- | ----- |
| ۱.   | امان           | (به عربی: عمان)           | ۹۹۴٫۱۹۹        | ۱٫۰۳۶٫۳۳۰      | عمان  |
| ۲.   | زرقا           | (به عربی: الزرقاء)        | ۳۵۰٫۸۴۹        | ۳۹۵٫۲۲۷        | زرقاء |
| ۳.   | اربد           | (به عربی: اربد)           | ۲۰۸٫۳۲۹        | ۲۵۰٫۶۴۵        | اربد  |
| ۴.   | الرصیفه        | (به عربی: الرصيفه)        | ۱۳۷٫۲۴۷        | ۲۲۷٫۷۳۵        | زرقاء |
| ۵.   | القویسمه       | (به عربی: القويسمة)       | ۶۸٫۵۱۷         | ۱۳۵٫۵۰۰        | عمان  |
| ۶.   | وادی السیر     | (به عربی: وادي السير)     | ۸۹٫۱۰۴         | ۱۲۲٫۰۳۲        | عمان  |
| ۷.   | تلاع العلی     | (به عربی: تلاع العلي)     | ۵۰٫۵۵۴         | ۱۱۳٫۱۹۷        | عمان  |
| ۸.   | خربیه السوق    | (به عربی: خريبة السوق)    | ۴۰٫۲۱۶         | ۸۴٫۹۷۵         | عمان  |
| ۹.   | عقبه           | (به عربی: العقبه)         | ۶۲٫۷۷۳         | ۸۰٫۰۵۹         | عقبه  |
| ۱۰.  | السلط          | (به عربی: السلط)          | ۵۶٫۴۵۸         | ۷۳٫۵۲۸         | بلقاء |
| ۱۱.  | الرمثا         | (به عربی: الرمثا)         | ۵۵٫۰۲۲         | ۷۱٫۴۳۳         | اربد  |
| ۱۲.  | مادبا          | (به عربی: مادبا)          | ۵۵٫۷۴۹         | ۷۰٫۳۳۸         | مادبا |
| ۱۳.  | الجبیه         | (به عربی: الجبيهه)        | ۳۷٫۴۲۱         | ۶۴٫۲۰۰         | عمان  |
| ۱۴.  | اردوگاه البقعه | (به عربی: مخيم البقعه)    | ۵۸٫۵۹۲         | ۶۲٫۵۰۸         | بلقاء |
| ۱۵.  | صویلح          | (به عربی: صويلح)          | ۵۳٫۲۵۰         | ۶۱٫۹۴۹         | عمان  |
| ۱۶.  | مفرق           | (به عربی: المفرق)         | ۳۸٫۳۹۳         | ۴۷٫۷۶۴         | مفرق  |
| ۱۷.  | سحاب           | (به عربی: سحاب)           | ۳۲٫۱۵۳         | ۴۳٫۹۰۹         | عمان  |
| ۱۸.  | اردوگاه حطین   | (به عربی: مخيم حطين)      | ۳۵٫۸۶۷         | ۳۸٫۵۰۱         | زرقاء |
| ۱۹.  | عین باشا       | (به عربی: عين الباشا)     | ۲۱٫۳۴۷         | ۳۷٫۲۲۲         | بلقاء |
| ۲۰.  | ام قصیر        | (به عربی: ام قصير)        | ۱۹٫۳۳۷         | ۳۶٫۷۸۵         | عمان  |
| ۲۱.  | جرش            | (به عربی: جرش)            | ۲۱٫۲۷۸         | ۳۱٫۶۵۲         | جرش   |
| ۲۲.  | مرج الحمام     | (به عربی: مرج الحمام)     | ۱۶٫۵۸۶         | ۳۰٫۱۷۳         | عمان  |
| ۲۳.  | الضلیل         | (به عربی: الضليل)         | ۱۵٫۳۵۳         | ۲۷٫۶۴۳         | زرقاء |
| ۲۴.  | معان           | (به عربی: معان)           | ۲۲٫۹۸۹         | ۲۶٫۴۶۱         | معان  |
| ۲۵.  | الهاشمیه       | (به عربی: الهاشمية)       | ۱۳٫۱۷۱         | ۲۵٫۴۷۵         | زرقاء |
| ۲۶.  | اسکان ابو نصیر | (به عربی: اسكان ابو نصير) | ۱۸٫۸۷۹         | ۲۴٫۶۸۰         | عمان  |
| ۲۷.  | الطفیله        | (به عربی: الطفيله)        | ۲۰٫۸۸۱         | ۲۳٫۵۱۲         | طفیله |
| ۲۸.  | کفرنجه         | (به عربی: كفرنجه)         | ۱۶٫۹۰۸         | ۲۱٫۷۳۴         | عجلون |
| ۲۹.  | الحصن          | (به عربی: الحصن)          | ۱۶٫۳۰۲         | ۲۰٫۴۸۵         | اربد  |
| ۳۰.  | الکرک          | (به عربی: الكرك)          | ۱۸٫۶۳۳         | ۲۰٫۲۸۰         | کرک   |
| ۳۱.  | الصریح         | (به عربی: الصريح)         | ۱۵٫۹۵۷         | ۱۹٫۲۱۰         | اربد  |
| ۳۲.  | ایدون          | (به عربی: ايدون)          | ۱۴٫۶۶۱         | ۱۸٫۵۸۶         | اربد  |
| ۳۳.  | المشارع        | (به عربی: المشارع)        | ۱۴٫۹۳۳         | ۱۸٫۲۸۲         | اربد  |
| ۳۴.  | بیت راس        | (به عربی: بيت راس)        | ۱۱٫۴۷۵         | ۱۸٫۰۲۳         | اربد  |
| ۳۵.  | عنجره          | (به عربی: عنجره)          | ۱۳٫۸۰۰         | ۱۷٫۶۱۸         | عجلون |
| ۳۶.  | غور الصافی     | (به عربی: غور الصافي)     | ۱۳٫۵۰۵         | ۱۶٫۷۵۶         | کرک   |
| ۳۷.  | عزمی المفتی    | (به عربی: الشهيد عزمي)    | ۱۴٫۴۶۳         | ۱۶٫۶۱۵         | اربد  |
| ۳۸.  | کریمه          | (به عربی: كريمه)          | ۱۴٫۱۳۱         | ۱۵٫۷۳۳         | اربد  |
| ۳۹.  | ناعور          | (به عربی: ناعور)          | ۱۲٫۳۴۰         | ۱۵٫۴۳۹         | عمان  |
| ۴۰.  | شفا بدران      | (به عربی: شفا بدران)      | ۶٫۶۷۶          | ۱۵٫۳۳۳         | عمان  |